# Segelsberg (Kultstätte)
Der Segelsberg (auch Segelberg; früher Seegeberg) ist eine ur- und frühgeschichtliche Kultstätte auf einem Zeugenberg bei Hemleben im Kyffhäuserkreis in Thüringen. Von der einst befestigten Kultstätte sind noch Teile der Wallanlage erhalten.

## Geographie
Nach der Einteilung der Thüringer Landesanstalt für Umwelt und Geologie ist der 191 m ü. NN hohe Zeugenberg Teil des Naturraums Hohe Schrecke–Schmücke–Finne des Südlichen Unstrut Berg- und Hügellandes innerhalb der Buntsandstein-Hügelländer.

## Vor- und frühgeschichtliche Wallanlage
Die Kultstätte – ein geschütztes Bodendenkmal des TLDA – befindet sich etwa zwei Kilometer südlich von Hemleben auf einem Zeugenberg der Schmücke am Nordostrand des Thüringer Beckens.
Auf dem Berg mit einem ovalen Kuppenplateau zeugen Wallreste von einer vor- und frühgeschichtlichen Wallanlage. Sie gehörte wahrscheinlich als erhöhter „Vorposten“ im flachen Gelände zu einem größeren Wallsystem der Schmücke.
Die markante Höhe ist im Gelände – das Getreidemeer der landwirtschaftlichen Nutzflächen umher – nicht zu übersehen: Der isolierte Berg fällt nach allen Seiten von dem ovalen Kuppenplateau mit 100 Meter mal 250 Meter Umfang etwa 40 Meter steil in das flache Land umher ab.
Vermutlich war der Segelsberg einst Standort einer ur- und frühgeschichtlichen Kultstätte. Als Siedlung oder Befestigung erscheint die exponierte Lage eher ungeeignet, zumal eine Wasserversorgung nicht
gewährleistet war. Archäologische Ausgrabungen haben bisher nicht stattgefunden, der Befund zum Segelsberg beruht auf wenigen Lesefunden am oberflächlich kaum sichtbaren Wallrest. Sicher bestimmte Befestigungsreste liegen nicht vor.
Laut einer Sage hat im Mittelalter auf dem Segelsberg eine Kapelle gestanden. Die frühmittelalterliche Kirche in Thüringen hat während der Christianisierung ihre Institutionen nachweislich auf den vorchristlichen Kultstätten der ansässigen Bevölkerung begründet, so wohl auch hier. Auf eine ältere, vermutlich archäoastronomisch-kultische Funktion des Segelbergs weist der örtliche Mythos hin, dass an einem Tag im Jahr die Sonne durch den Berg hindurch scheine.